# Jacqueline Vaudecrane

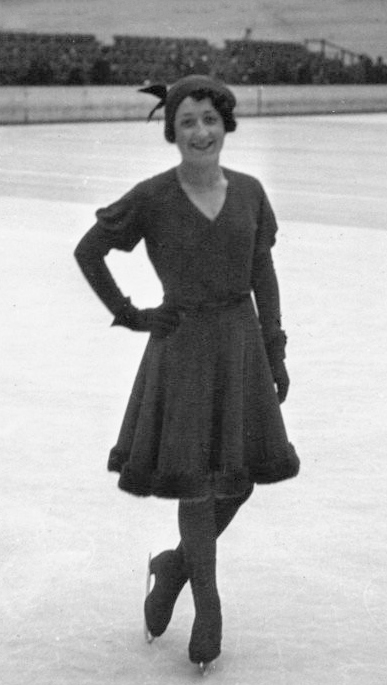
Jacqueline Vaudecrane bei der Europameisterschaft 1932 in Paris

Jacqueline Vaudecrane (* 22. November 1913 in Paris; † 27. Februar 2018) war eine französische Eiskunstläuferin und Eiskunstlauf-Trainerin.
Vaudecranes Vater war Verleger der ersten Wirtschaftszeitung Frankreichs. Ihre Mutter war Redakteurin einer führenden Modezeitschrift.  
Vaudecrane begann im Alter von sieben Jahren am Palais de Glace, dem Eisring am Fuße der Champs-Élysées, mit dem Eislaufen. Sie wurde unter die Fittiche des erfolgreichen Eiskunstlaufpaars Andrée Joly und Pierre Brunet genommen und reiste in den 1920ern mit ihnen zu deren Wettbewerben.
Als Eiskunstläuferin wurde Vaudecrane in den Jahren 1937 und 1938 Französische Meisterin. 1932 debütierte sie in ihrer Heimatstadt Paris bei Europameisterschaften und belegte den zehnten Platz. Ihre weiteren zwei Teilnahmen 1936 und 1938 beendete sie jeweils auf dem 16. Platz. 1936 debütierte sie auch bei Weltmeisterschaften und belegte den 15. Platz. Bei ihrer zweiten und letzten Teilnahme an einer Weltmeisterschaft erreichte sie 1939 den 14. Platz. 
Größerer Erfolg war Vaudecrane als Trainerin beschieden. Zu ihren Schülern gehörten die Weltmeister Jacqueline du Bief, Alain Giletti und Alain Calmat sowie der zweifache olympische Medaillengewinner Patrick Péra.

## Ergebnisse
| Wettbewerb / Jahr            | 1932 | 1933 | 1934 | 1935 | 1936 | 1937 | 1938 | 1939 |
| ---------------------------- | ---- | ---- | ---- | ---- | ---- | ---- | ---- | ---- |
| Weltmeisterschaften          |      |      |      |      | 15.  |      |      | 14.  |
| Europameisterschaften        | 10.  |      |      |      | 16.  |      | 16.  |      |
| Französische Meisterschaften | 2.   |      |      |      | 2.   | 1.   | 1.   | 2.   |